# Helmut Matt

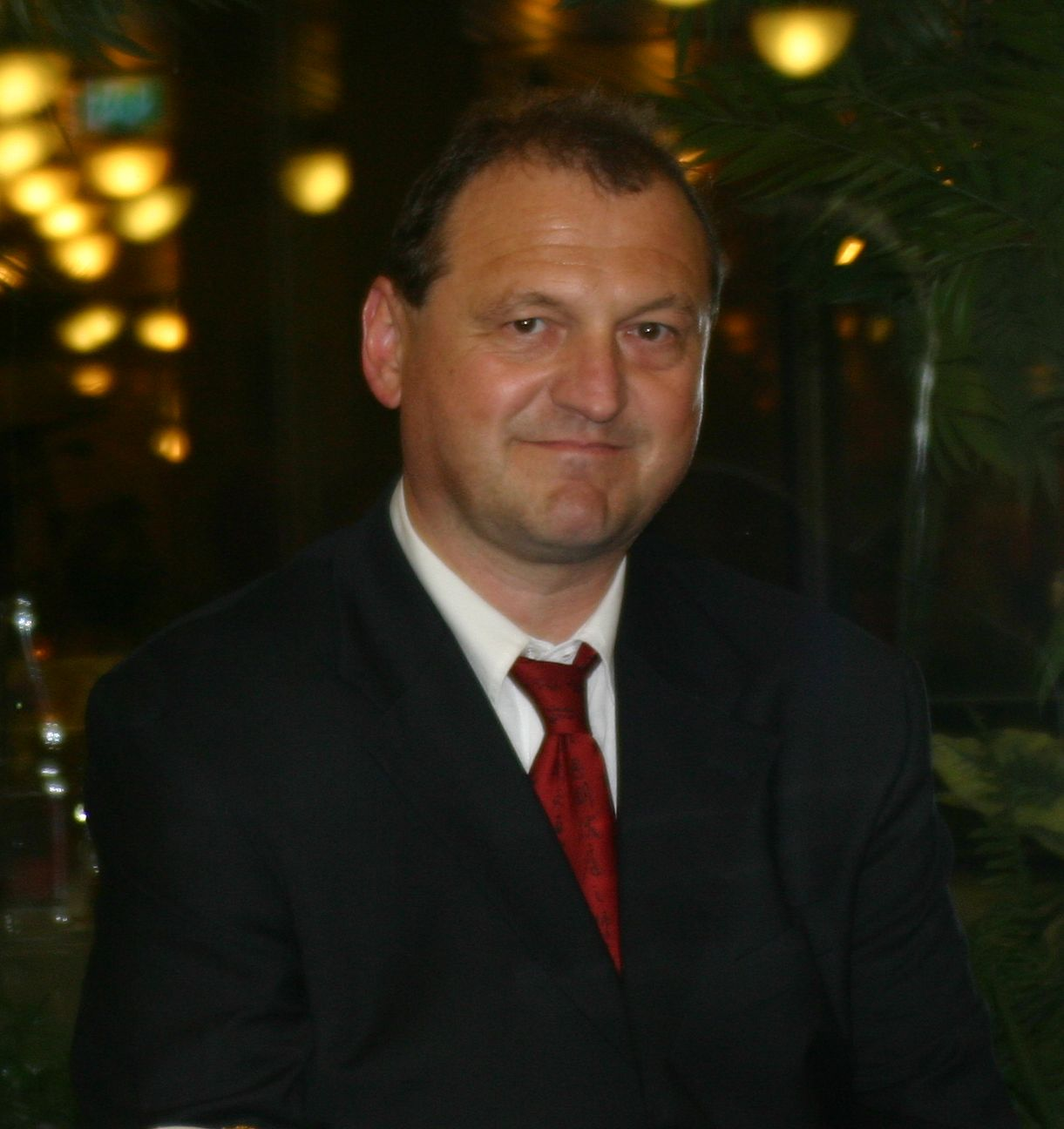
Helmut Matt, 2013

Helmut Matt (* 6. November 1960 in Schiltach) ist ein deutscher Schriftsteller.

## Leben
Matt studierte Germanistik, Philosophie und Geschichte und schloss das Studium mit dem Magister ab. Er ist als Informatiker und freier Schriftsteller tätig. Von ihm erschienen diverse Publikationen, Aufsätze, Reiseberichte für internationale Radiostationen, Zeitschriften und die Onlinezeitung China heute. Er erhielt Prämierungen und Sonderpreise.
Er debütierte im Jahr 2009 mit dem Roman Im Zauber der weißen Schlange - Magische Einblicke in ein geheimnisvolles Land. Das Werk wurde ins Englische und Chinesische übersetzt und im Jahr 2009 beim Verlag für Fremdsprachen in Peking als zweisprachige Studienausgabe in Deutsch-Chinesisch und 2012 in Englisch-Chinesisch veröffentlicht. Mittlerweile erschien das Werk auch als zweisprachige Studienausgabe in Polnisch-Chinesisch. Außerdem wurde es als mazedonische und kroatische Edition veröffentlicht und ist Teil der albanischen Geschichtensammlung Histori Kineze. In Deutschland erschien das Buch beim Gerhard Hess Verlag.
Reiseberichte und Essays wurden seit 2004 in verschiedenen Zeitschriften veröffentlicht und ins Englische, Chinesische und Rumänische übertragen. Im Wiesenburg Verlag erschienen im Jahr 2013 Bulgarische Impressionen - Abenteuerliche Reise durch ein unbekanntes Land, 2014 der Roman Schmetterlingsliebe - Die Legende von Liang Shanbo und Zhu Yingtai, 2015 das Buch Estland - Land der Lieder und Legenden sowie 2015 Usbekistan - Geheimnisvolles Land an der Seidenstraße. Im Selbstverlag veröffentlichte Matt 2022 die lexikalische Sammlung Die Sprache des Vierten Reichs. Wie Menschen die Sprache und Sprache die Menschen verändern, 2023 die Gedichtbände Alle gehorchen! Wir nicht! - Gereimtes über Ungereimtes und Eure Zeit ist um. Widerstand in Versen, 2024 das Buch Radio - Klang der Welt über seine Erlebnisse mit dem Radio und Radiosendern.

## Einzeltitel
- Im Zauber der weißen Schlange. Magische Einblicke in ein geheimnisvolles Land. Gerhard Hess, Bad Schussenried 2009, ISBN 978-3-87336-911-5.
- Im Zauber der weißen Schlange. Magische Einblicke in ein geheimnisvolles Land Verlag für Fremdsprachen, Peking 2009, ISBN 978-7-5600-8438-1 (deutsch-chinesisch).
- Magic of the White Snake. Enchanting Insights into a Mysterious Country. Foreign Language Teaching and Research Press, Peking 2012, ISBN 978-7-5135-1744-7 (englisch-chinesisch).
- Legenda o białym wężu - Czarujące spojrzenie na tajemniczą krainę, Marsalek, Łysomice 2017, ISBN 978-83-63791-19-3 (polnisch-chinesisch).
- Магијата на белата змија cobiss, Skopje 2018, ISBN 978-9989-33-744-4 (mazedonisch).
- Čarolija bijele zmije Krug, Zagreb 2017, ISBN 978-953-8055-23-2 (kroatisch).
- histori kineze, Ombra, Tirana 2018, ISBN 978-9928-06-229-1 (albanisch).
- Bulgarische Impressionen. Abenteuerliche Reise durch ein unbekanntes Land. Wiesenburg, Schweinfurt 2013, ISBN 978-3-95632-114-6.
- Schmetterlingsliebe. Die Legende von Liang Shanbo und Zhu Yingtai. Wiesenburg, Schweinfurt 2014, ISBN 978-3-95632-202-0.
- Estland. Land der Lieder und Legenden. Wiesenburg, Schweinfurt 2015, ISBN 978-3-95632-281-5.
- Usbekistan. Geheimnisvolles Land an der Seidenstraße. Wiesenburg, Schweinfurt 2015, ISBN 978-3-95632-382-9.
- Die Sprache des Vierten Reichs. Wie Menschen die Sprache und Sprache die Menschen verändern. Books on Demand (Selbstverlag), Norderstedt 2022, ISBN 978-3-75573-764-3.
- Alle gehorchen! Wir nicht! Gereimtes über Ungereimtes. Books on Demand, Norderstedt 2023, ISBN 978-3-75434-663-1.
- Eure Zeit ist um. Widerstand in Versen. Books on Demand, Norderstedt 2023, ISBN 978-3-75789-079-7.
- Radio - Klang der Welt. Wellen, die verbinden. Books on Demand, Norderstedt 2024, ISBN 978-3-75975-315-1.
- Hoffnung. Am Ende siegt das Licht. Books on Demand, Norderstedt 2025, ISBN 978-3-7693-4987-0.